# Pistolet Walther P1
Pistolet Walther P1 – niemiecki pistolet samopowtarzalny, wersja rozwojowa pistoletu Walther P38. Podstawowy pistolet armii niemieckiej od 1963 do 1996 r.

## Historia
Po zakończeniu II wojny światowej projektant pistoletu Fritz Walther zdołał przedostać się do zachodniej części Niemiec. W Ulm w Badenii-Wirtembergii otworzył zakład zajmujący się produkcją mechanicznych kalkulatorów. Z czasem jego nowa firma zaczęła się zajmować remontami broni strzeleckiej. W 1958 wznowił on produkcję pistoletów P38. Jednak po wyprodukowaniu 200 egzemplarzy konstrukcję zmodernizowano, zastępując dotychczasowy stalowy szkielet pistoletu – nowym wykonanym z aluminium. W 1963 r. zmodernizowany P38 został przyjęty na wyposażenie Bundeswehry jako przepisowa broń krótka pod oznaczeniem P1. Pistolety ze szkieletem aluminiowym produkowane na rynek cywilny zachowały dotychczasowe oznaczenie P38. Od 1996 r. został zastąpiony w armii niemieckiej pistoletem HK USP (P8). Produkcję zakończono w roku 2004.

## Opis techniczny
P1 działa na zasadzie krótkiego odrzutu lufy, a ryglowany jest za pomocą niesymetrycznego pionowego rygla wahliwego, który umieszczono pod lufą. Zasilany z magazynka jednorzędowego o pojemności 8 nabojów. Mechanizm uderzeniowy z kurkiem obrotowym odkrytym, a mechanizm spustowy z samonapinaczem. Posiada nastawny bezpiecznik skrzydełkowy, który zabezpiecza przed przypadkowym strzałem oraz wewnętrzny bezpiecznik samoczynny, który uniemożliwia oddanie strzału przy niecałkowitym zaryglowaniu. P1 posiada również wskaźnik obecności naboju w komorze nabojowej.